# Эванс, Рашан
Алан Рашан Эванс (англ. Alan Rashaan Evans, 8 ноября 1995, Оберн, Алабама) — профессиональный американский футболист, выступающий на позиции лайнбекера в клубе НФЛ «Теннесси Тайтенс». Двукратный победитель студенческого национального чемпионата в составе команды Алабамского университета. На драфте 2018 года выбран в первом раунде под общим 22 номером.

## Биография
Рашан Эванс родился 8 ноября 1995 года в Оберне в штате Алабама. Там же он окончил школу, где его партнёром по футбольной команде был будущий игрок НФЛ Рубен Фостер. На момент выпуска Рашан считался лучшим внешним лайнбекером в стране по различным версиям. У него было предложение спортивной стипендии от Обернского университета, но Эванс предпочёл продолжить карьеру в университете Алабамы. Годом ранее в эту же программу ушёл Фостер, по словам главного тренера команды Ника Сейбана, сыгравший важную роль в решении своего бывшего партнёра. После этого Рашан подвергся нападкам со стороны болельщиков «Оберн Тайгерс» в социальных сетях, многие призывали бойкотировать магазин, принадлежавший его семье.

### Любительская карьера
В составе «Алабамы Кримсон Тайд» Эванс дебютировал в сезоне 2014 года, приняв участие в тринадцати матчах. В основном он выходил в составе специальных команд, а также занимал позицию внешнего лайнбекера, когда требовалось атаковать квотербека на пасовых розыгрышах. Вместе с командой Рашан стал победителем турнира конференции SEC, в финале которого «Алабама» обыгра «Оберн». В 2015 году он также сыграл в тринадцати матчах. Лучшую игру сезона Эванс провёл в победном финале плей-офф против «Клемсон Тайгерс», сделав два сэка.
Перед стартом сезона 2016 года тренеры перевели Рашана на позицию внутреннего лайнбекера, также он продолжал выходить в составе специальных команд. Он принял участие в четырнадцати играх турнира, снова дойдя с «Алабамой» до финала плей-офф. В решающем матче «Кримсон Тайд» проиграли «Клемсону», но Эванс установил личный рекорд, сделав одиннадцать захватов. В заключительном сезоне студенческой карьеры он провёл двенадцать матчей, второй раз став победителем национального чемпионата. В 2017 году Рашан был одним из капитанов команды, а по его итогам вошёл в символическую сборную звёзд конференции по версии Associated Press.

#### Статистика выступлений в NCAA
| Сезон | Команда              | Игры | Захваты | Захваты | Захваты | Захваты | Захваты | Перехваты | Перехваты | Перехваты | Перехваты | Перехваты | Фамблы | Фамблы | Фамблы | Фамблы |
| Сезон | Команда              | Игры | Solo    | Ast     | Tot     | Loss    | Sk      | Int       | Yds       | Y/R       | TD        | PD        | FR     | Yds    | TD     | FF     |
| ----- | -------------------- | ---- | ------- | ------- | ------- | ------- | ------- | --------- | --------- | --------- | --------- | --------- | ------ | ------ | ------ | ------ |
| 2014  | Алабама Кримсон Тайд | 13   | 11      | 3       | 14      | 2,0     | 1,0     | 0         | 0         | 0,0       | 0         | 0         | 0      | 0      | 0      | 0      |
| 2015  | Алабама Кримсон Тайд | 13   | 7       | 3       | 10      | 4,0     | 4,0     | 0         | 0         | 0,0       | 0         | 0         | 0      | 0      | 0      | 0      |
| 2016  | Алабама Кримсон Тайд | 14   | 31      | 21      | 52      | 4,5     | 4,0     | 0         | 0         | 0,0       | 0         | 2         | 1      | 0      | 0      | 1      |
| 2017  | Алабама Кримсон Тайд | 12   | 35      | 39      | 74      | 13,0    | 6,0     | 0         | 0         | 0,0       | 0         | 3         | 1      | 0      | 0      | 1      |
| Всего | Всего                | 52   | 84      | 66      | 150     | 23,5    | 15,0    | 0         | 0         | 0,0       | 0         | 5         | 2      | 0      | 0      | 2      |

### Профессиональная карьера
Перед драфтом НФЛ 2018 года аналитик сайта Bleacher Report Мэтт Миллер сильными сторонами Эванса называл его физические данные и скорость, опыт игры на разных позициях, навыки чтения действий соперника и менталитет профессионала. К минусам он относил специфичную систему защиты Алабамы, в которой играл Рашан, возможные последствия перенесённой в 2017 году травмы паха, не лучшие действия на позиции центрального лайнбекера. В целом Миллер характеризовал игрока как образец лайнбекера для современной НФЛ и, с учётом всех его навыков, прогнозировал Эвансу выбор в первом раунде.
На драфте Эванс был выбран клубом «Теннесси Тайтенс» в первом раунде под общим 22 номером. Пятнадцатого мая 2018 года он подписал с командой четырёхлетний контракт с возможностью продления на год на общую сумму 11,6 млн долларов. В своём дебютном сезоне в лиге Рашан принял участие в пятнадцати матчах. Первую часть регулярного чемпионата он провёл неудачно, получив оценку 46,2 от издания Pro Football Focus. За отрезок с десятой по семнадцатую неделю его оценка составила 80,2 балла. По итогам чемпионата Эванс занял девятое место среди лайнбекеров, отыгравших не менее 280 снэпов. Перед началом сезона 2019 года сайт ESPN назвал его одним из кандидатов на прорыв в составе «Тайтенс».
В сезоне 2019 года Эванс сыграл во всех шестнадцати матчах «Тайтенс» в регулярном чемпионате и трёх играх плей-офф, действуя на месте внутреннего лайнбекера в схеме защиты 3—4. Он сделал 111 захватов, став вторым после Логана Райана в команде по этому показателю. Летом 2020 года сайт Pro Football Network включил Рашана в пятёрку лучших молодых игроков «Теннесси».

#### Статистика выступлений в НФЛ

##### Регулярный чемпионат
| Сезон | Команда          | Игры | Захваты | Захваты | Захваты | Захваты | Захваты | Перехваты | Перехваты | Перехваты | Перехваты | Перехваты | Фамблы | Фамблы | Фамблы | Фамблы |
| Сезон | Команда          | Игры | Solo    | Ast     | Tot     | Loss    | Sk      | Int       | Yds       | Y/R       | TD        | PD        | FR     | Yds    | TD     | FF     |
| ----- | ---------------- | ---- | ------- | ------- | ------- | ------- | ------- | --------- | --------- | --------- | --------- | --------- | ------ | ------ | ------ | ------ |
| 2018  | Теннесси Тайтенс | 15   | 33      | 20      | 53      | 2       | 0,0     | 0         | 0         | 0,0       | 0         | 1         | 0      | 0      | 0      | 0      |
| 2019  | Теннесси Тайтенс | 16   | 69      | 42      | 111     | 9       | 2,5     | 0         | 0         | 0,0       | 0         | 0         | 1      | 53     | 1      | 0      |
| 2020  | Теннесси Тайтенс | 15   | 56      | 36      | 92      | 1       | 0,5     | 0         | 0         | 0,0       | 0         | 4         | 1      | 25     | 0      | 0      |
| Всего | Всего            | 46   | 158     | 98      | 256     | 12      | 3,0     | 0         | 0         | 0,0       | 0         | 5         | 2      | 78     | 1      | 0      |

##### Плей-офф
| Сезон | Команда          | Игры | Захваты | Захваты | Захваты | Захваты | Захваты | Перехваты | Перехваты | Перехваты | Перехваты | Перехваты | Фамблы | Фамблы | Фамблы | Фамблы |
| Сезон | Команда          | Игры | Solo    | Ast     | Tot     | Loss    | Sk      | Int       | Yds       | Y/R       | TD        | PD        | FR     | Yds    | TD     | FF     |
| ----- | ---------------- | ---- | ------- | ------- | ------- | ------- | ------- | --------- | --------- | --------- | --------- | --------- | ------ | ------ | ------ | ------ |
| 2019  | Теннесси Тайтенс | 3    | 12      | 6       | 18      | 3       | 0,0     | 0         | 0         | 0,0       | 0         | 0         | 0      | 0      | 0      | 0      |
| Всего | Всего            | 3    | 12      | 6       | 18      | 3       | 0,0     | 0         | 0         | 0,0       | 0         | 0         | 0      | 0      | 0      | 0      |